# Lumen Field
Le Lumen Field (auparavant Seahawks Stadium, Qwest Field et CenturyLink Field) est un stade de football américain et de soccer situé à côté du Safeco Field sur Occidental Avenue, à Seattle, dans l'État de Washington. Il est bâti sur le site de l'ancien Kingdome, qui fut démoli le 26 mars 2000.
Depuis 2002, ses locataires sont les Seahawks de Seattle, une équipe de football américain évoluant en NFL dans la division ouest de la National Football Conference, et deux équipes de football (soccer) aux noms similaires, les Seattle Sounders de la USL 1 de 2002 à 2008 puis les Seattle Sounders FC de la MLS depuis 2009. Le stade appartient à la Washington State Public Stadium Authority. Sa capacité est de 68 740 sièges fixes en configuration football américain, mais elle peut être augmenté à 72 000 pour certains événements comme le Super Bowl. Le stade possède 7 000 sièges de club et 82 suites de luxe (avec les suites Red Zone).

## Histoire
Après plus de deux décennies de jeu dans un stade avec un autre locataire, les Seahawks de Seattle sont entrés dans leur propre stade en été 2002. Après avoir joué plus de vingt ans au Kingdome; un stade couvert multisport, qui était également celui des Mariners de Seattle, les Seahawks ont voulu un nouveau stade pour eux-mêmes tout comme les Mariners de Seattle. Dans le milieu des années 1990, les électeurs ont approuvé des référendums pour que deux nouveaux stades soient construits. Un nouveau stade de baseball, le Safeco Field, a été construit à côté du Kingdome. Cependant, le nouveau terrain des Seahawks devait être construit sur le même emplacement que le Kingdome. Afin que le nouveau stade soit construit, le Kingdome a dû être implosé. Pendant que le Qwest Field était en chantier, les Seahawks de Seattle se sont déplacés au Husky Stadium, stade des Washington Huskies (NCAA). La construction a commencé en avril 2000, le coût du projet s'éleva à $430 millions USD dont 360 millions de dollars  pour le stade et 70 millions pour le Qwest Field Event Center. Le propriétaire des Seahawks de Seattle, Paul Allen (milliardaire et cofondateur de Microsoft) finança 30 % du projet soit 130 millions de dollars et les 300 millions restant furent payés par des fonds publics. Le stade fut conçu par la société architecturale Ellerbe Becket et LMN Architects.
Le Qwest Field fut terminé le 19 juillet 2002 et remplaça le vieillissant Kingdome qui fut démoli par implosion le 26 mars 2000. Les Seahawks ont joué leur premier match au stade le 15 septembre 2002.
Le nom Qwest Field fut annoncé le 2 juin 2002 lorsque Qwest Communications International Inc. acheta les droits d'appellation du stade pour 75 millions de dollars sur 15 ans. Le Qwest Field a gagné la réputation de stade le plus bruyant de la NFL. Pendant le National Football Conference Championship Game de 2005, le niveau du bruit est monté à 137 décibels.
La plus grande affluence pour un match des Seahawks de Seattle a eu lieu au stade le 27 décembre 2015 avec 69 080 spectateurs dans un match opposant les Seahawks aux Rams de Saint Louis (39-30).
En juin 2011, à la suite de l'acquisition de Qwest par la firme CenturyLink, le nom du stade changea, passant de Qwest Field à CenturyLink field.
En juillet 2011, le CenturyLink field change temporairement la pelouse du stade, pour 3 matchs, optant pour une pelouse naturelle au lieu d'une pelouse synthétique. Ce changement opère principalement dans l'optique de la réception de Manchester United par les Seattle Sounders FC le 20 juillet 2011, les joueurs de Manchester United ayant spécialement demandé de jouer sur une pelouse naturelle.
Le 2 décembre 2013, le record du monde de bruit dans un stade est battu lors du match contre les Saints de la Nouvelle-Orléans avec 137,6 décibels.
Le 19 novembre 2020, le nom du stade changea en Lumen Field.

## Description
Il est configuré en forme de fer à cheval, avec trois rangées totalisant 68 000 sièges. La section nord du stade est ouverte, permettant des vues superbes sur la région environnante de Seattle. Une tour de 13 étages avec un tableau des scores à son sommet et des « bleachers » pouvant accueillir jusqu'à 3 000 spectateurs sont connus sous le nom de "Hawk Nest" (nid de faucon), le « Hawk Nest » est également situé du côté nord du stade. Le CenturyLink Field est le premier stade de sa sorte à avoir des suites de luxe sur le bord du terrain derrière l'extrémité nord pour fournir une expérience « in-your-face ». Le stade a un total de 100 suites de luxe et plus de 7 000 sièges de club. Un des dispositifs les plus uniques du stade est le design surplombant du toit qui s'élève à 79 mètres au-dessus du terrain. Le toit couvre 70 % des sièges gardant beaucoup de spectateurs secs par temps pluvieux. L'extérieur du stade se compose de brique rouge, de béton coloré accentué de briques qui se mélangent avec d'autres dans l'entourage du stade.

## Événements
- Seattle Bowl, 30 décembre 2002
- Emerald City Kickoff Classic, depuis 2004
- Matchs de la Copa América Centenario, juin 2016
- Concert de Guns N' Roses (Not in This Lifetime... Tour), 12 août 2016
- Concerts de Taylor Swift (The Eras Tour), 22 et 23 juillet 2023
- Concert de Beyoncé (Renaissance World Tour), 14 septembre 2023
- The Rolling Stones, pour 3 concerts les 17 octobre 2006, 14 aout 2019 et 15 mai 2024

## Galerie

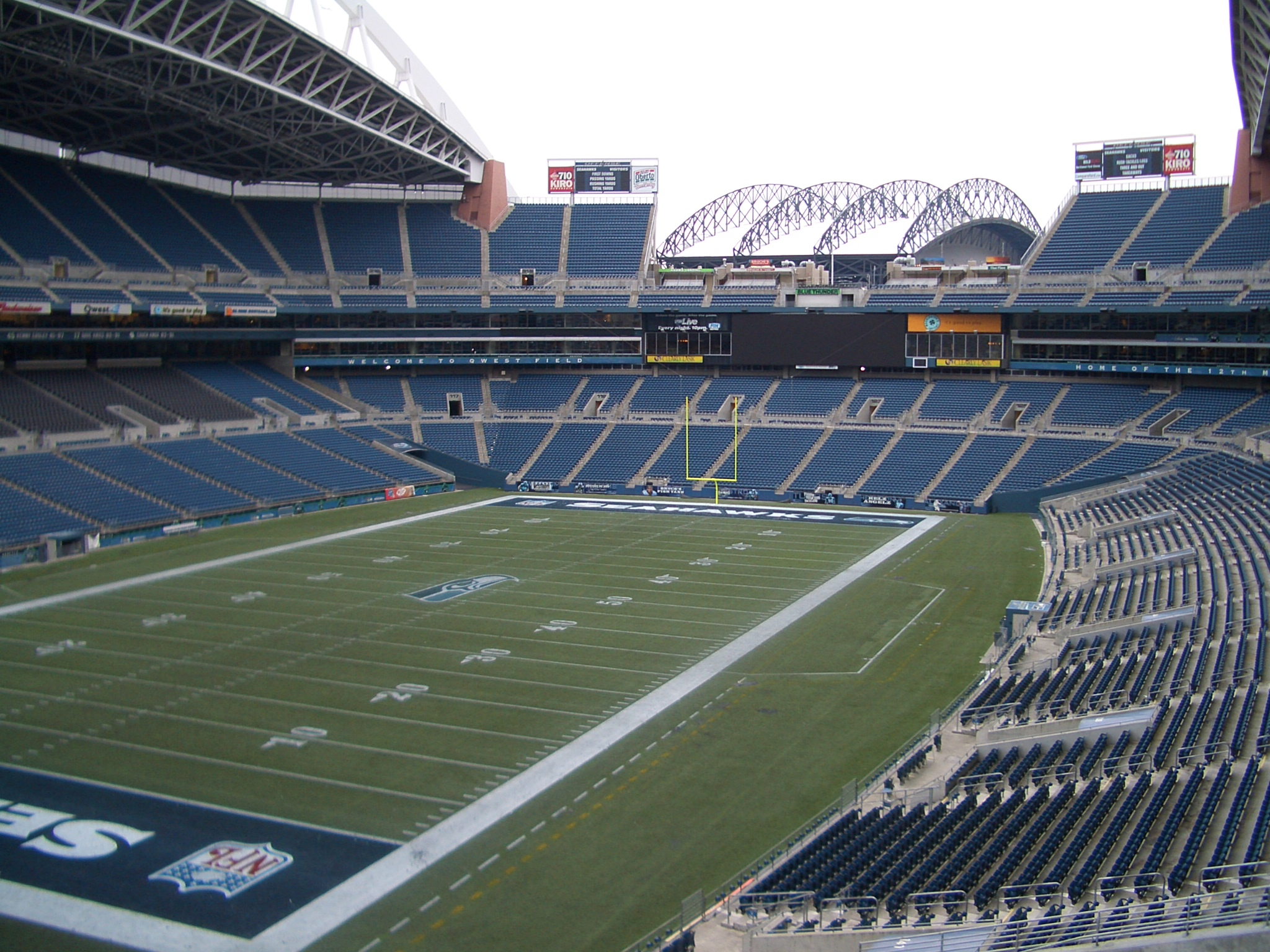
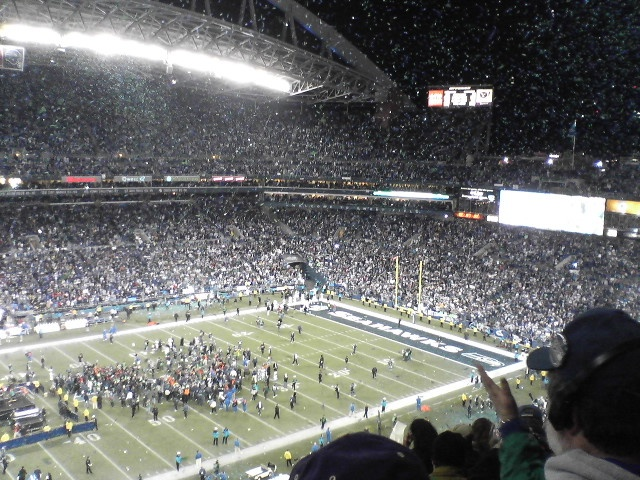
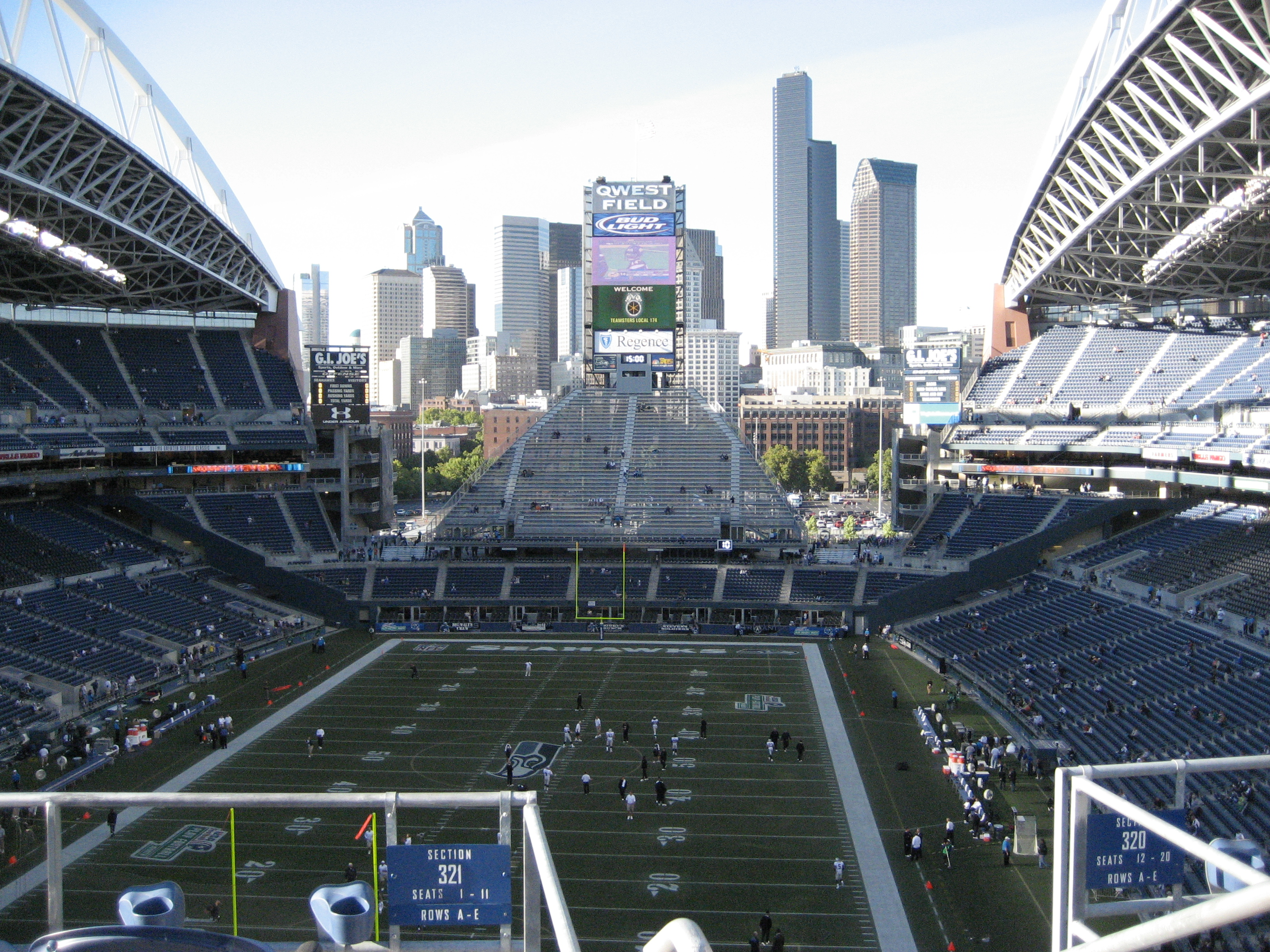
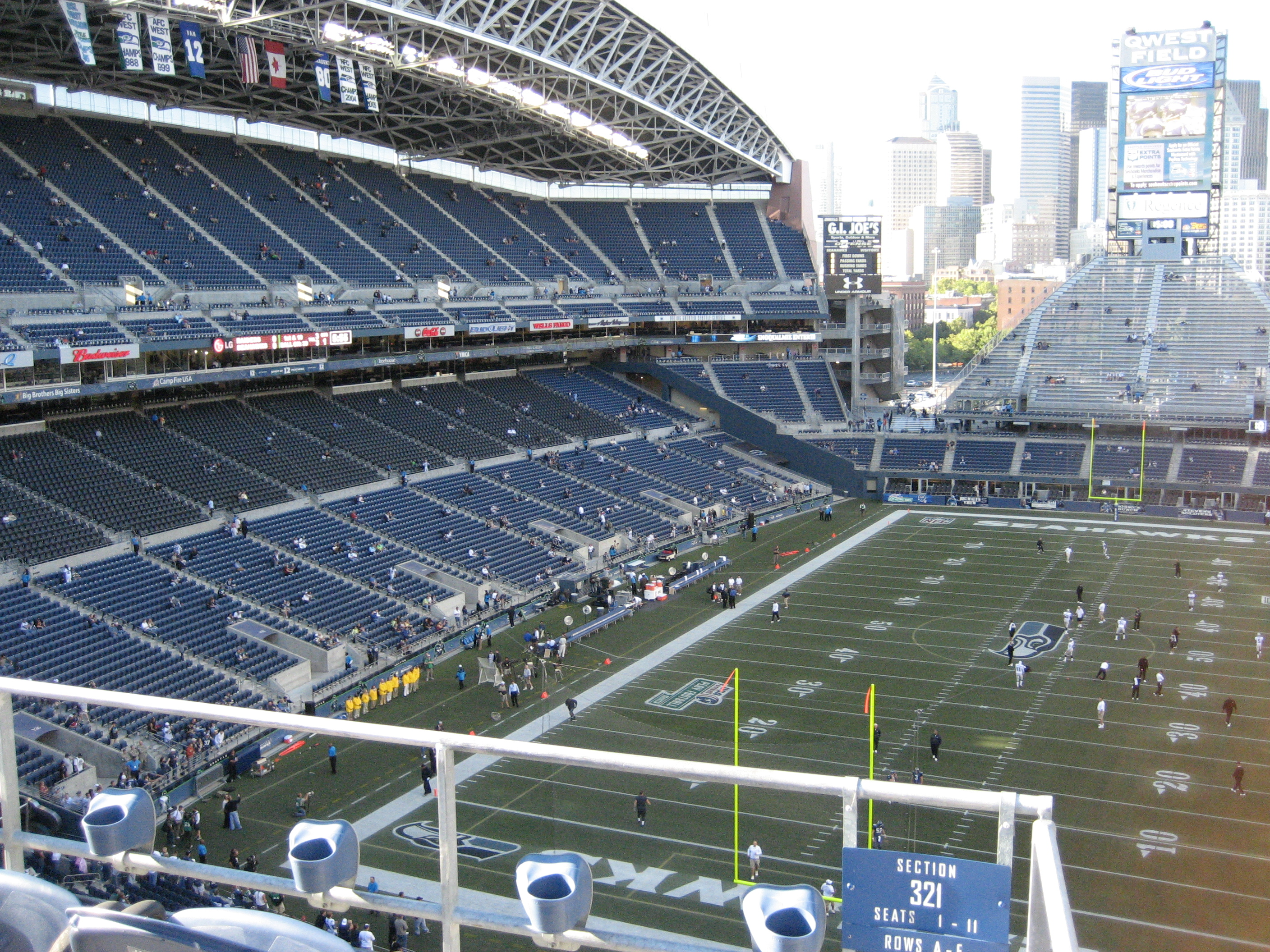
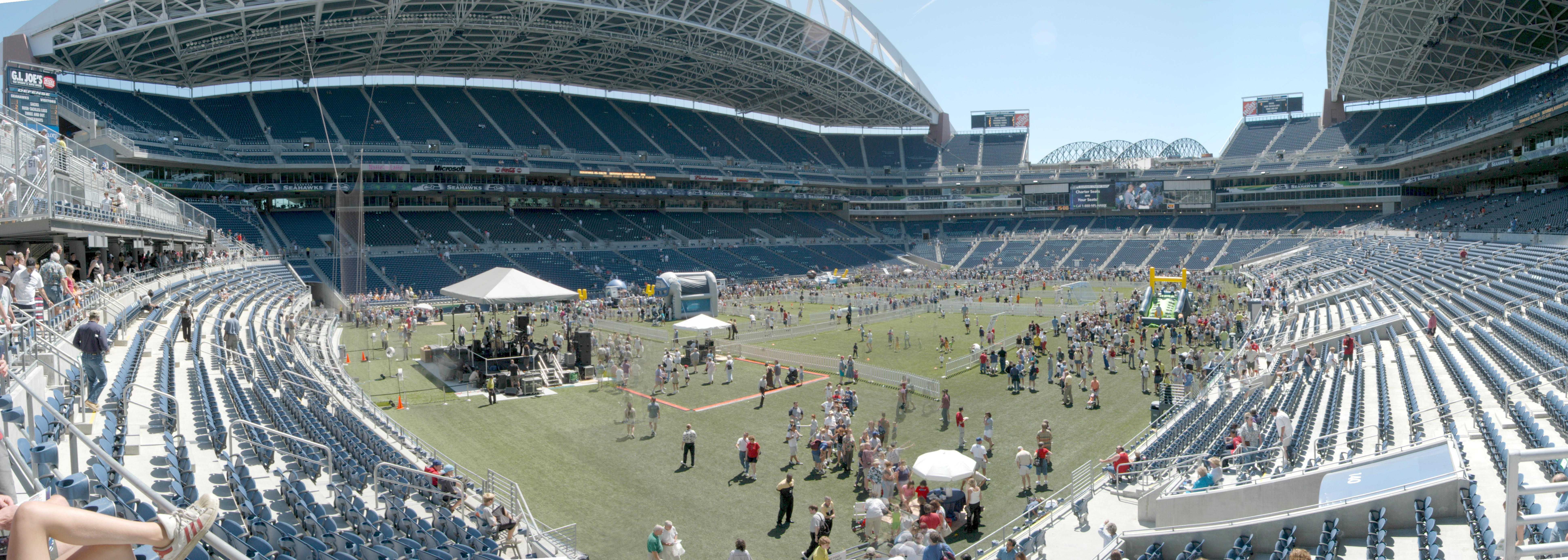
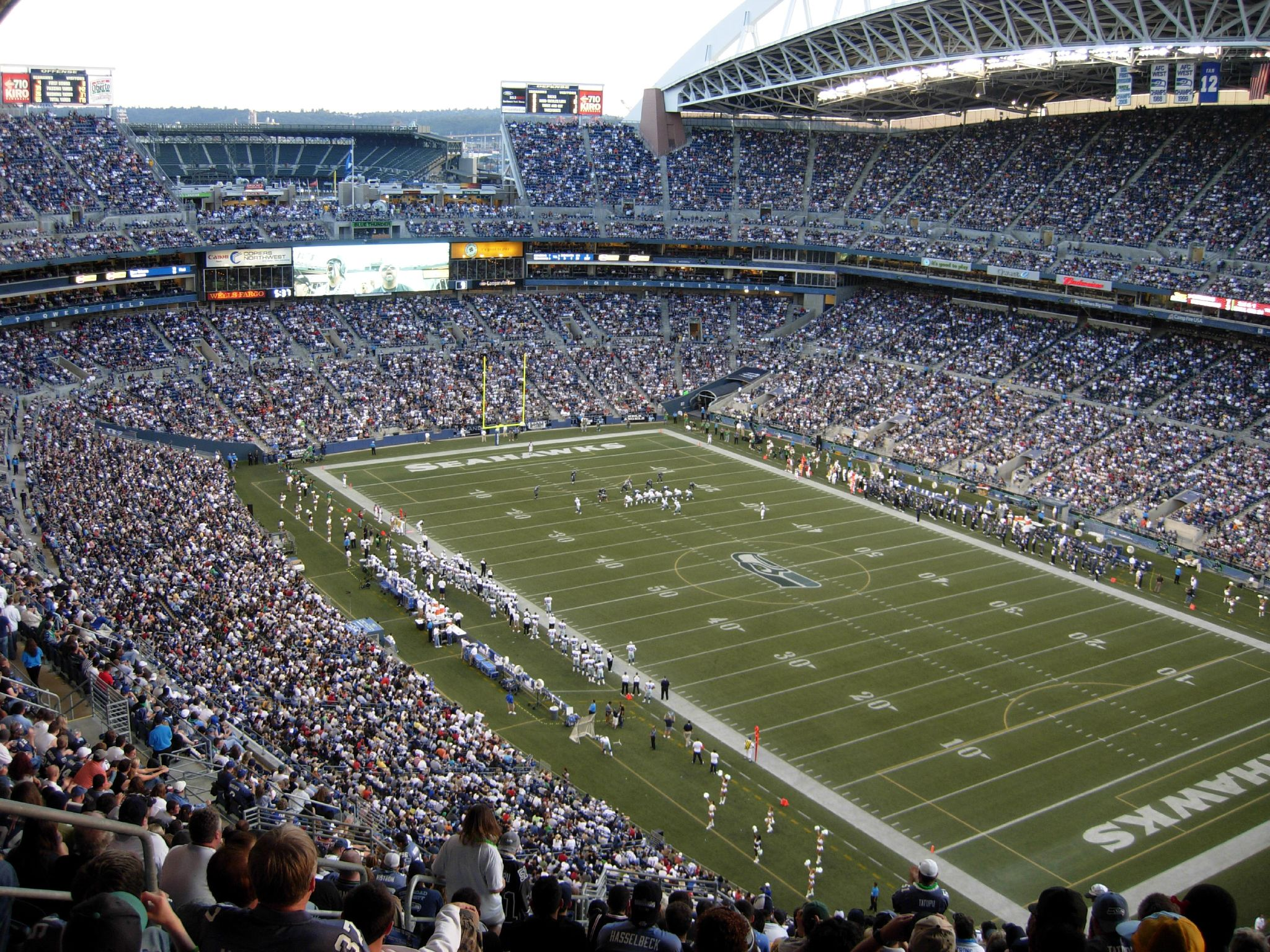
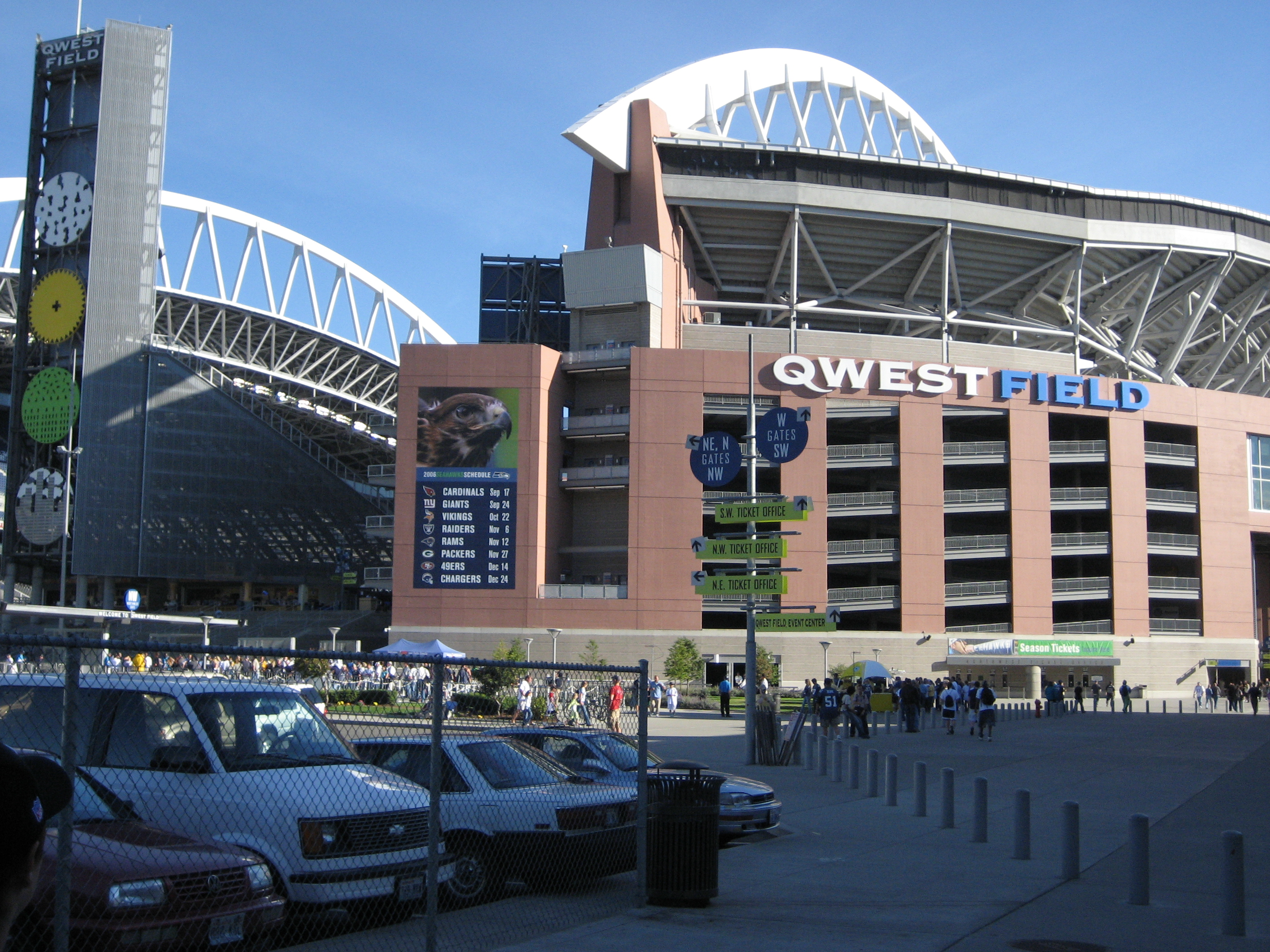
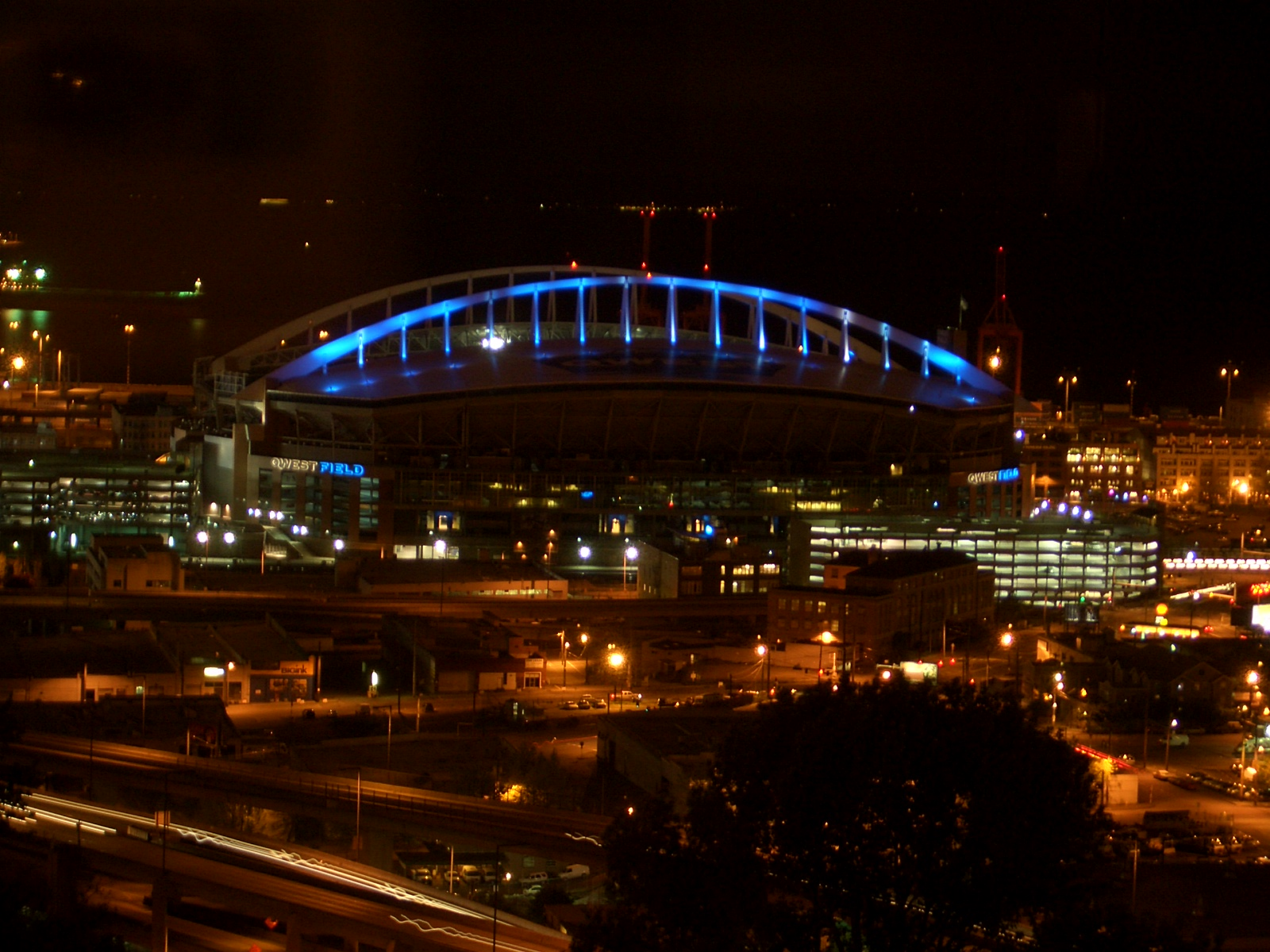
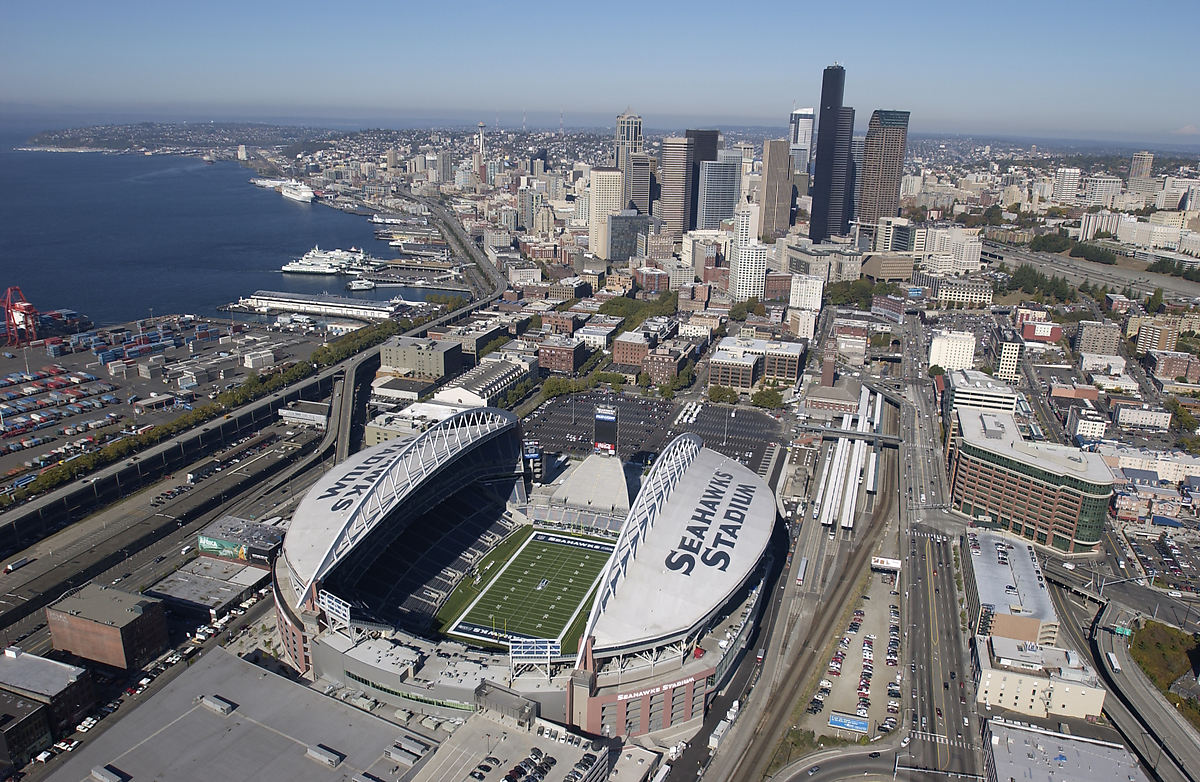
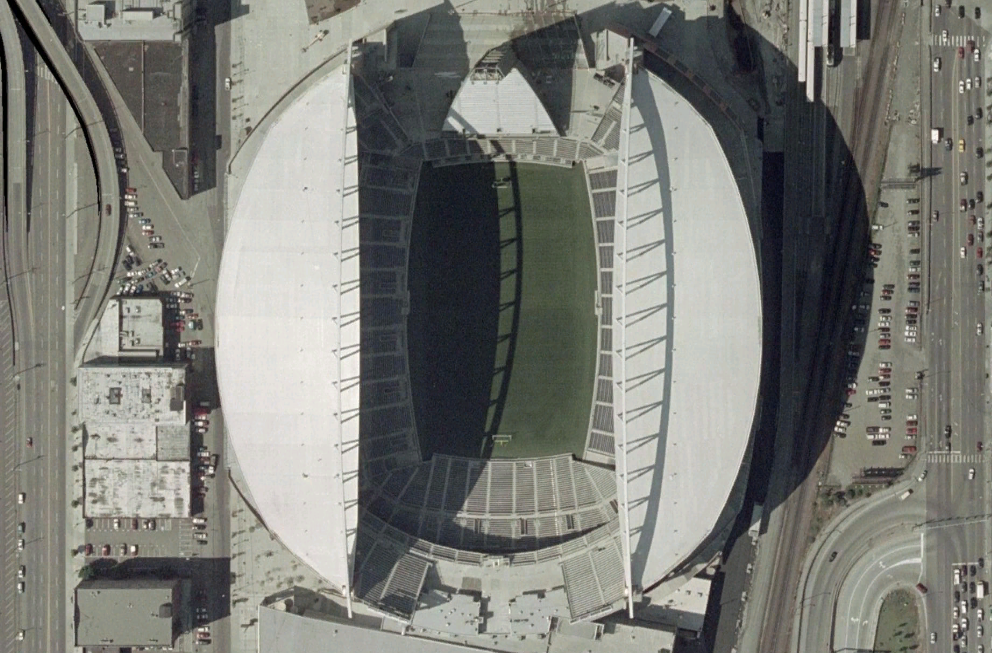
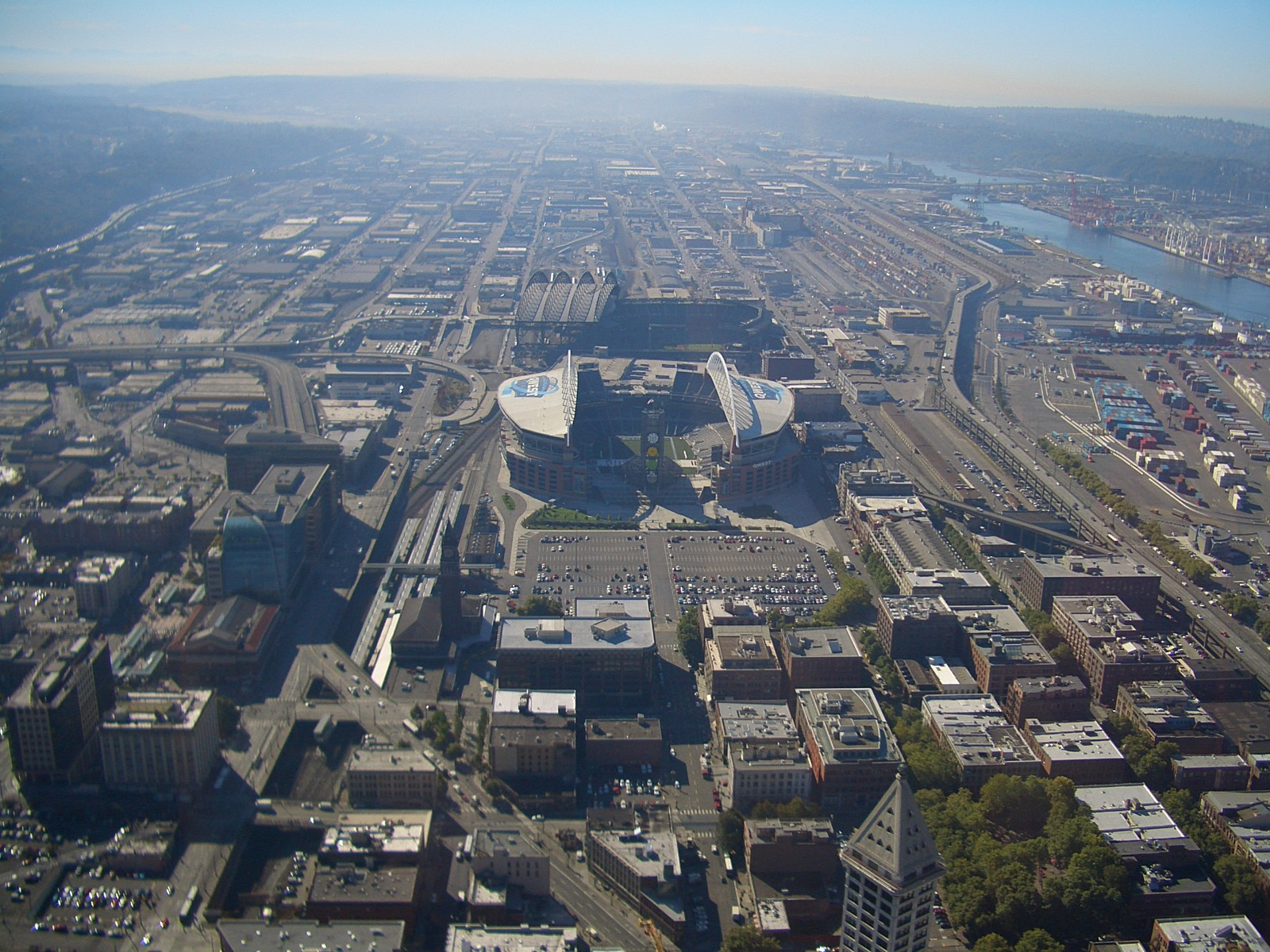
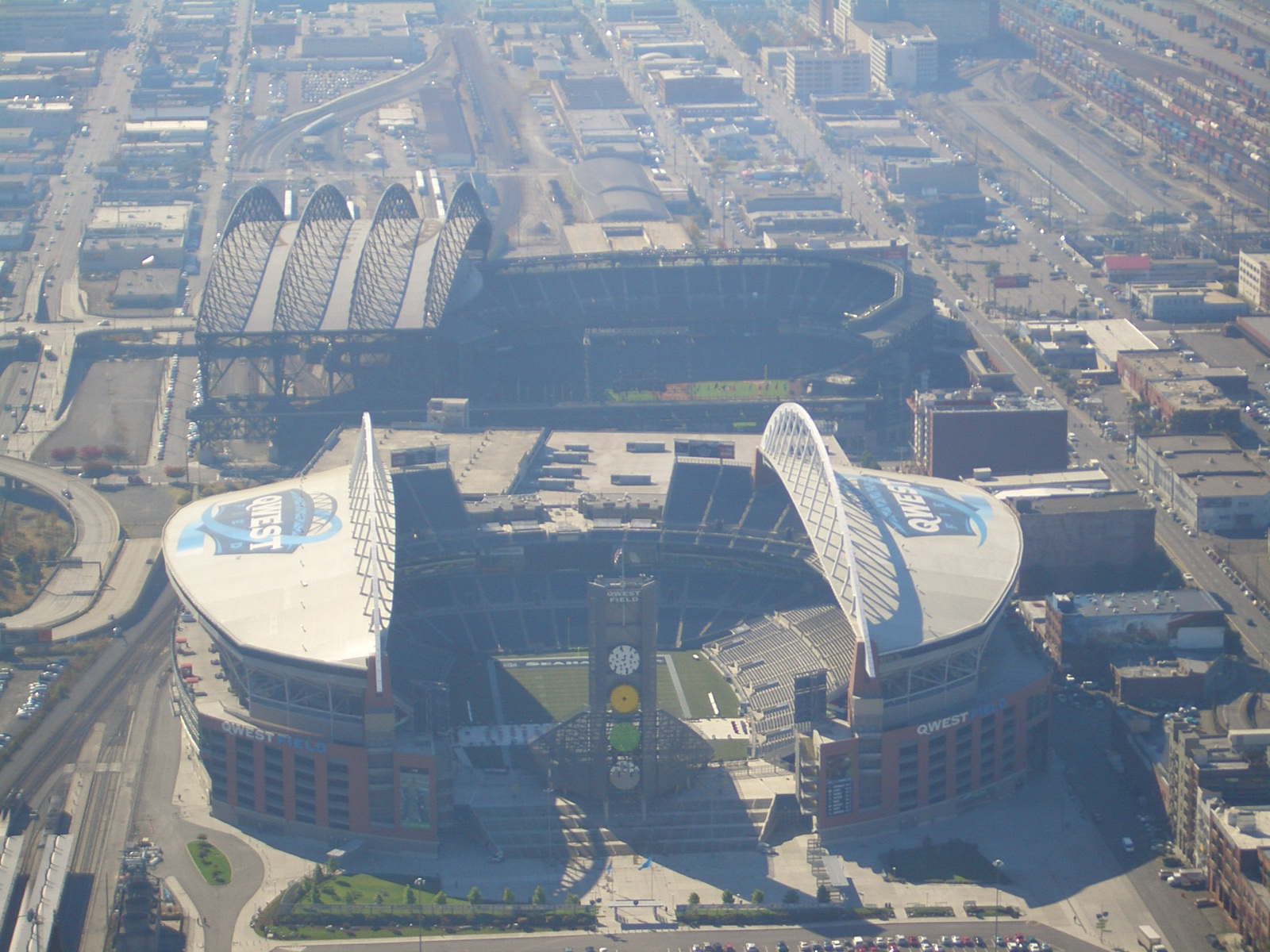
Logo de 2004 à 2010
Logo de 2011 à 2020